# セヴン・ターンズ
『セヴン・ターンズ』（Seven Turns）は、アメリカ合衆国のロック・バンド、オールマン・ブラザーズ・バンドが1990年に発表したスタジオ・アルバム。バンドが新たに契約を得たエピック・レコードから発売された。

## 背景
オールマン・ブラザーズ・バンドは1989年に2度目の正式な再結成を果たし、オリジナル・メンバー4人と新メンバーのウォーレン・ヘイズ（既にディッキー・ベッツのソロ・プロジェクトに参加していた）、ジョニー・ニール、アレン・ウッディによる7人編成で結成20周年を記念するツアーを行った。そして、1990年には同じラインナップで本作を録音するが、ジョン・ニールは最終的に短期間で脱退した。

## 反響
母国アメリカでは、本作がBillboard 200で53位に達し、前スタジオ・アルバム『ブラザーズ・オブ・ザ・ロード』（1981年）以来の全米トップ100アルバムとなった。また、『ビルボード』のメインストリーム・ロック・チャートでは「グッド・クリーン・ファン」が1位、「セヴン・ターンズ」が12位、「イット・エイント・オーヴァー・イェット」が26位を記録した。
ノルウェーのアルバム・チャートでは2週連続トップ20入りして、最高19位を記録した。

## 評価
「トゥルー・グラヴィティ」は、第33回グラミー賞で最優秀ロック・インストゥルメンタル・パフォーマンス賞にノミネートされた。
Bruce Ederはオールミュージックにおいて5点満点中4点を付け、アルバム全体に関して「ブルースを基盤とした路線の作品としては『アイドルワイルド・サウス』以来の傑作で、彼らの評価を大いに取り戻すこととなった」、「トゥルー・グラヴィティ」に関して「オーネット・コールマン的」「彼らのインストゥルメンタルとしては"Jessica"以来の傑作」と評している。また、デヴィッド・ブラウンは1990年8月9日付の『ローリング・ストーン』誌のレビューで5点満点中4点を付け「彼らが1980年代前期にアリスタから発表した2枚のアルバムに見られた、生ける屍の如き虚飾が排除され、その代わり、過去の栄光を鮮やかに再創造してみせた。『セヴン・ターンズ』は歴史的偉業ではなく、『イート・ア・ピーチ』や『ブラザーズ&シスターズ』に匹敵する瞬間こそないが、見事なプロフェッショナリズムを楽しめる」と評している。

## 収録曲
1. グッド・クリーン・ファン "Good Clean Fun" (Gregg Allman, Dickey Betts, Johnny Neel) – 5:08
2. レット・ミー・ライド "Let Me Ride" (D. Betts) – 4:36
3. ロー・ダウン・ダーティ・ミーン "Low Down Dirty Mean" (D. Betts, J. Neel) – 5:30
4. シャイン・イット・オン "Shine It On" (D. Betts, Warren Haynes) – 4:51
5. ローデッド・ダイス "Loaded Dice" (D. Betts, W. Haynes) – 3:29
6. セヴン・ターンズ "Seven Turns" (D. Betts) – 5:05
7. ギャンブラーズ・ロール "Gambler's Roll" (W. Haynes, J. Neel) – 6:44
8. トゥルー・グラヴィティ "True Gravity" (D. Betts, W. Haynes) – 7:58
9. イット・エイント・オーヴァー・イェット "It Ain't Over Yet" (Doug Crider, J. Neel) – 4:55

## 参加ミュージシャン
- グレッグ・オールマン - リード・ボーカル(on #1, #3, #4, #7, #9)、バックアップ・ボーカル(on #6)、ハモンドオルガン
- ディッキー・ベッツ - リード・ボーカル(on #2, #6)、エレクトリック・ギター、アコースティック・ギター
- ウォーレン・ヘインズ - リード・ボーカル(on #5)、バックアップ・ボーカル(#1, #4, #6, #9)、エレクトリック・ギター、スライド・ギター
- ジョニー・ニール - バックアップ・ボーカル(on #1, #4, #6, #9)、ピアノ、エレクトリックピアノ、シンセサイザー、ハーモニカ
- アレン・ウッディ - ベース、フレットレスベース、6弦ベース、5弦フレットレスベース
- ジェイ・ジョハンソン - ドラムス、パーカッション
- ブッチ・トラックス - ドラムス、ティンパニ

アディショナル・ミュージシャン
- マーク・モリス - パーカッション
- デュアン・ベッツ - ギター(on #8)